# Brillijster
De brillijster (Turdus tephronotus) is een zangvogel uit de familie lijsters (Turdidae).

## Verspreiding en leefgebied
Deze soort komt voor in Ethiopië, Kenia, Somalië en Tanzania.